# روي هال (لاعب كرة قدم أمريكية)
روي هال (بالإنجليزية: Roy Hall)‏ هو لاعب كرة قدم أمريكية أمريكي، ولد في 8 ديسمبر 1983 في ساوث إوكليد في الولايات المتحدة.

## وصلات خارجية
- روي هال على موقع مرجع كرة القدم المحترفة.كوم (الإنجليزية)
- روي هال على موقع JustSportsStats.com (الإنجليزية)